# Greda, Gradiška
Greda je naselje v občini Gradiška, Bosna in Hercegovina. 

## Deli naselja
Greda.

## Prebivalstvo
| Pregled števila prebivalcev po letih | Pregled števila prebivalcev po letih | Pregled števila prebivalcev po letih | Pregled števila prebivalcev po letih | Pregled števila prebivalcev po letih | Pregled števila prebivalcev po letih |
| ------------------------------------ | ------------------------------------ | ------------------------------------ | ------------------------------------ | ------------------------------------ | ------------------------------------ |
| 1948                                 | 1953                                 | 1961                                 | 1971                                 | 1981                                 | 1991                                 |
| -                                    | -                                    | -                                    | 177                                  | 192                                  | 159                                  |

| Narodna sestava prebivalstva po letih                                                                                       | Narodna sestava prebivalstva po letih                                                                                       | Narodna sestava prebivalstva po letih                                                                                       |
| --- | --- | --- |
| 1971 | 1981 | 1991 |
| . skupaj: 177 Srbi 159 (89,83 %) Hrvati 12 (6,77 %) Muslimani 3 (1,69 %) Jugoslovani 0 (0,00 %) drugi in neznano 3 (1,69 %) | . skupaj: 192 Srbi 174 (90,62 %) Hrvati 10 (5,20 %) Muslimani 2 (1,04 %) Jugoslovani 1 (0,52 %) drugi in neznano 5 (2,60 %) | . skupaj: 159 Srbi 137 (86,16 %) Hrvati 2 (1,25 %) Muslimani 0 (0,00 %) Jugoslovani 7 (4,40 %) drugi in neznano 13 (8,17 %) |